# Kristina Söderbaum
Kristina Söderbaum (5 de septiembre de 1912, Estocolmo, Suecia- 12 de febrero de 2001 en Hitzacker, Baja Sajonia ) fue una actriz sueca de gran popularidad en el cine alemán durante el nazismo en las películas dirigidas por su marido Veit Harlan.

## Biografía
Hija del profesor de química y presidente temporal del Comité del Premio Nobel, Henrik Gustaf Söderbaum, estudió en Estocolmo, París y Suiza. 
Después de la muerte de sus padres, se mudó en septiembre de 1934 a Berlín. Allí asistió a clases de historia del arte y tomó clases de actuación.
Por una competición de la UFA Söderbaum debutó en 1936 en cine, siendo descubierta por Veit Harlan. A partir de 1938 se hizo cargo del papel principal de sus películas y en 1939, se casó con Harlan, y tuvieron dos hijos, Kristian (* 1939) y Caspar (* 1946).
Söderbaum fue igualmente popular entre el público y en el liderazgo nazi, correspondía a la imagen ideal de la supuesta " mujer aria ". Protagonizó El judío Süß (película de 1940) dirigida por su marido.
En febrero de 1945 Söderbaum huyó con su familia de Berlín a Hamburgo. Volvió a trabajar en la década del 50.
Tras la muerte de Harlan en abril de 1964, Söderbaum se dedicó a la fotografía en Múnich y en 1983 publicó sus memorias. En 2001, murió en un asilo de ancianos en el norte de Alemania.

## Filmografía
1936: Onkel Bräsig
1938: Jugend
1938: Verwehte Spuren
1939: Das unsterbliche Herz
1939: Die Reise nach Tilsit
1940: Jud Süß
1942: Der große König
1942: Die goldene Stadt
1943: Immensee
1944: Opfergang
1944: Kolberg
1951: Unsterbliche Geliebte
1951: Hanna Amon
1952: Die blaue Stunde
1953: Sterne über Colombo
1954: Die Gefangene des Maharadscha
1954: Verrat an Deutschland
1957: Zwei Herzen im Mai
1958: Ich werde Dich auf Händen tragen
1974: Karl May
1983: Let's go crazy
1992: Das bleibt das kommt nie wieder
1992: Night Train to Venice
1993: Der Bergdoktor

## Premios y distinciones
Festival Internacional de Cine de Venecia
| Año  | Categoría                 | Película         | Resultado |
| ---- | ------------------------- | ---------------- | --------- |
| 1942 | Copa Volpi - Mejor actriz | La ciudad soñada | Ganadora  |

## Biografías
- Kristina Söderbaum: Nichts bleibt immer so: Rückblenden auf ein Leben vor und hinter der Kamera. Hestia, Bayreuth 1983, ISBN 3-7770-0260-7